# 神兵起義
神兵起義，又稱神兵暴动，是20世紀上半葉中国西南部川鄂湘黔边区的民眾以天神的名义發動的民變。
1920年，云南督军唐继尧的靖国军被直系军阀曹锟击败后，其第三师师长吴醒汉率3万余众撤退至湖北西部，该师第二团团长陈绍基驻扎在利川、咸丰边境。1920年9月，陈绍基团的夏参谋來到咸丰的黑洞，要求当地人民交纳军谷96石、军饷5484吊。這一要求引發當地農民不滿。當地民眾於是組織軍事武裝，號稱“神兵”，並提出要“打倒军阀、消灭棒匪、取消苛捐杂税”。
後來川鄂湘黔边区多地均出現以神兵為名的武裝，他們之間互不隸屬，並且與北洋軍閥、中國工農紅軍等武裝發生衝突。神兵最終在中華人民共和國建國初期的全国大剿匪中被全部消滅。